# Sara Venerucci
Sara Venerucci (Rimini, 31 agosto 1990) è una pattinatrice artistica a rotelle italiana, campionessa del mondo nel 2010, 2011 e 2012 insieme al collega Danilo Decembrini.

## Biografia
Da juniores pattina in coppia con Matteo Guarise, con cui vince numerosi titoli compreso un oro seniores nel 2008. Dopo questo titolo ha cambiato partner ed ha conosciuto Danilo Decembrini, che in passato aveva più volte gareggiato contro di lei. Con lui vince un titolo europeo del 2010, in Spagna, nella categoria seniores, 2 campionati del mondo, rispettivamente nel 2010 in Portogallo e nel 2011 in Brasile, ed un campionato italiano di Roccaraso del 27 e 28 luglio 2012. Nello stesso anno si riconfermano campioni del mondo ad Auckland Attualmente vive a Rimini, dove si allena presso il centro Rinascita sport life Rimini con i genitori: Cristina Pelli e Patrick Venerucci, quest'ultimo anch'egli campione del mondo per ben 11 volte in coppia con Beatrice Palazzi Rossi. Oltre che pattinare, studia all'Università presso l'indirizzo di Economia dell'impresa. Spesso tiene lezioni di pattinaggio ai bambini. Nel 2013 partecipa insieme al partner alla quarta edizione del noto talent show Italia's Got Talent in onda su Canale 5, dove si classifica per la finale. Campionessa italiana e mondiale 2010-2011-2012-2013 coppie artistico senior con Danilo Decembrini e poi campioni italiani 2014. Campionessa italiana, europea e mondiale 2015 con il quartetto Celebrity. Vicecampionessa italiana e mondiale 2016 con Marco Garelli.